# Ermita de Santa Catalina (Hinojosa)
La ermita de Santa Catalina es un pequeño templo católico situado cerca de Hinojosa, en el municipio de Tartanedo (Guadalajara, España).
Fue construida en la segunda mitad del siglo XII como iglesia parroquial para dar servicio al núcleo de Torralvilla, que fue despoblado hacia el siglo XVII y del cual la ermita de Santa Catalina es su único resto.

## Descripción
Es una iglesia de estilo románico rural construida en la segunda mitad del siglo XII y dentro de un grupo de iglesias que aportan como innovación en el románico un acceso cubierto por un pórtico que se extiende por todo el lateral meridional de la nave. Esta innovación de proteger el acceso creando un espacio cerrado y abrigado nace como una necesidad dada la dureza del invierno en la zona y para albergar en ello las juntas comunales, fruto del vigor que en el siglo XII va cobrando la vida local.
Es un edificio de reducidas dimensiones. La planta de la iglesia es irregular: se ensancha desde el ábside hasta los pies de forma gradual, quedando el lateral meridional más corto que el opuesto, detalle que se aprecia tanto en el interior como en el exterior. Tiene una sola nave orientada a levante con un ábside semicircular, precedido de un tramo recto. La puerta de acceso se abre en el lateral meridional de la nave, que aparece cubierto por un pórtico, construido en sillería y cerrado en su ángulo sureste por un muro, creándose así un recinto de planta cuadrada que en su tiempo fue utilizado como sacristía.
La puerta es un vano de medio punto con cuatro arquivoltas de aristas vivas, cuya exterior se decora con una serie de flores esquematizadas en forma de estrella de ocho puntas. Las arquivoltas se apoyan sobre columnillas adosadas, rematadas con capiteles labrados con hojas de acanto.
El edificio tuvo espadaña adosada que se elevaba apoyada en un arco triunfal, pero se desplomó.
En el exterior del recinto, el ábside está compuesto por un espacio semicircular precedido de un corto presbiterio. El tramo recto se cubre con una cubierta a dos aguas, de madera, con armadura parhilera y seis tirantes soportándola por el interior, y la semicircular por una cubierta diagonal. El ábside queda iluminado por dos vanos, uno de ellos cegados posteriormente y utilizado como hornacina. El otro vano es de época posterior a la construcción del edificio. 
El interior de la nave es de extrema sencillez y posee como único detalle decorativo una imposta lisa a la altura del arranque de la bóveda de medio cañón, y el semicircular con bóveda de cuarto de esfera. Se abre a la nave a través de un arco triunfal que recoge la carga de la bóveda de medio cañón, con la que se cubre el presbiterio. El arco descarga sobre columnas de fuste liso, adosadas a pilastras que rematan en capiteles labrados con motivos vegetales y zoomorfos. Estas columnas se elevan sobre altas basas rectangulares. A ambos lados de la nave existen dobles escalones realizados en sillería, que utilizan como bancos y que continúan en un solo escalón en los laterales del tramo recto del ábside.
En el pavimento se distinguen dos tipos: barro cocido, que aparece en el presbiterio y en el ábside, y sillar en hileras en el resto de la nave. Junto a la puerta de acceso aparece un círculo recercado de piedra sillar donde se situaba originalmente la pila bautismal que hoy se encuentra al pie de la nave.

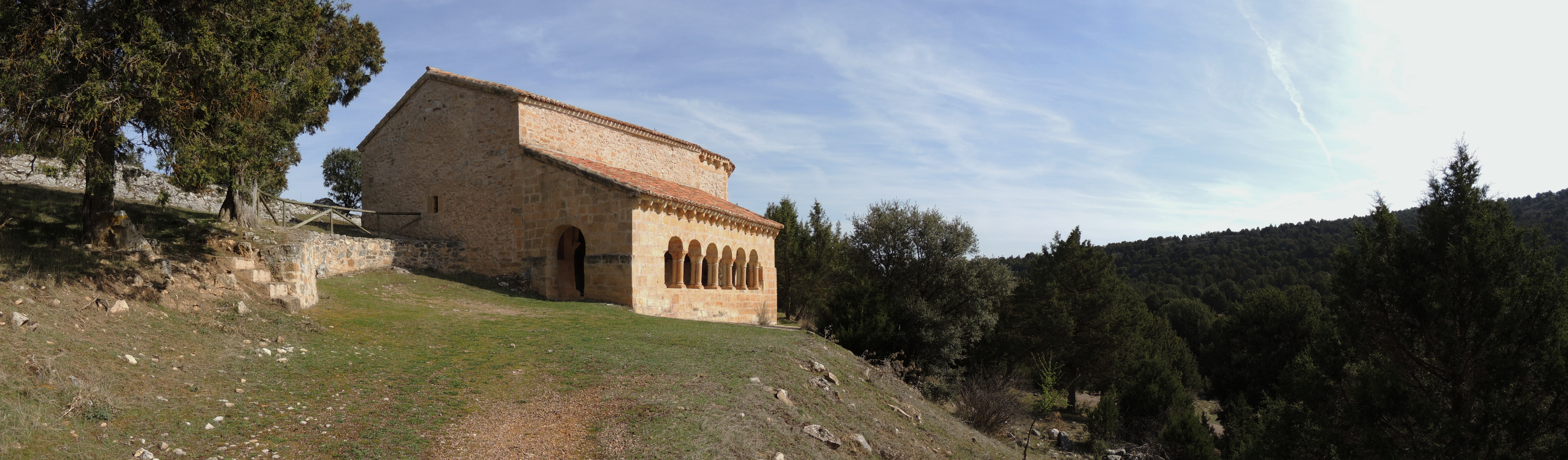
Ermita de Santa Catalina en Hinojosa